# Flandern-Rundfahrt 2024 (Frauen)
Die Flandern-Rundfahrt 2024 war ein Straßenrennen für Frauen. Das Rennen fand am 31. März statt, am gleichen Tag wie die Ausgabe für Männer, und war Teil der UCI Women’s WorldTour.

## Teilnehmende Mannschaften
| UCI Women's WorldTeams (15)- AG Insurance-Soudal Team - Canyon-SRAM Racing - Ceratizit-WNT Pro Cycling - FDJ-Suez - Fenix-Deceuninck - Human Powered Health - Lidl-Trek - Liv AlUla Jayco - Movistar Team - Roland - Team DSM-Firmenich PostNL - SD Worx-Protime - Team Visma \| Lease a Bike - UAE Team ADQ - Uno-X Mobility UCI Women's Continental Teams (9)- Arkea-B&B Hotels women - Chevalmeire - Cofidis - EF Education-Cannondale - Lifeplus Wahoo - Lotto Dstny Ladies - Proximus-Cyclis CT - Team Coop-Repsol - VolkerWessels |
| |

## Streckenführung
Der Start erfolgte wie üblich auf dem Marktplatz in Oudenaarde, wo sich auch das Museum der Flandern-Rundfahrt befindet. Das Peloton drehte zu Beginn eine Runde durch den Landstrich nordöstlich von Oudenaarde mit den Kopfstein-Abschnitten der Lippenhovestraat und der Paddestraat. Nach 60 Kilometern kamen die Fahrerinnen nach Oudenaarde zurück, danach begann der schwierigere und entscheidende Teil der Rundfahrt. Dieser Abschnitt war fast identisch zu den Vorjahren und stellte eine verkürzte Form des Männer-Rennens dar, mit identischem Finale über Koppenberg, Taaienberg, Kruisberg, Oude Kwaremont, Paterberg und dem Ziel in Oudenaarde.
| Name              | km vom Ziel | Typ                           |
| ----------------- | ----------- | ----------------------------- |
| Lange Munte       | 153,8       | Kopfsteinsektor               |
| Lippenhovestraat  | 114,3       | Kopfsteinsektor               |
| Paddestraat       | 112,9       | Kopfsteinsektor               |
| Wolvenberg        | 90,9        | Anstieg                       |
| Kerkgate          | 87,2        | Kopfsteinsektor               |
| Jagerij           | 84,6        | Kopfsteinsektor               |
| Molenberg         | 78,4        | Anstieg mit Kopfsteinpflaster |
| Marlboroughstraat | 74,4        | Anstieg                       |
| Berendries        | 70,4        | Anstieg                       |
| Valkenberg        | 65,1        | Anstieg                       |
| Kapelleberg       | 53,8        | Anstieg                       |
| Koppenberg        | 44,6        | Anstieg mit Kopfsteinpflaster |
| Mariaborrestraat  | 40,6        | Kopfsteinsektor               |
| Steenbeekdries    | 39,3        | Anstieg mit Kopfsteinpflaster |
| Stationsberg      | 39,2        | Kopfsteinsektor (bergab)      |
| Taaienberg        | 36,8        | Anstieg mit Kopfsteinpflaster |
| Kruisberg         | 26,5        | Anstieg mit Kopfsteinpflaster |
| Oude Kwaremont    | 16,7        | Anstieg mit Kopfsteinpflaster |
| Paterberg         | 13,3        | Anstieg mit Kopfsteinpflaster |

## Rennverlauf und Ergebnis
Kurz nach dem Start setzte Regen ein. Im ersten Kopfstein-Sektor (Lange Munte) kam es auf nassem Pflaster zu einem Sturz, bei dem sich Elizabeth Deignan den Arm brach und Marlen Reusser den Kiefer. Kurz vor dem Koppenberg wurden die letzten Ausreißer vom Feld eingeholt. Bei nassem Pflaster auf dem steilen Anstieg sahen sich viele Fahrerinnen zum Absteigen und Laufen gezwungen, auch die Weltmeisterin Lotte Kopecky. Nur acht Fahrerinnen blieben auf dem Rad und bildeten die Spitzengruppe: Marianne Vos, Lorena Wiebes, Letizia Paternoster, Karlijn Swinkels, Puck Pieterse, Elisa Longo Borghini, Silvia Persico und Katarzyna Niewiadoma. Mit einer halben Minute Rückstand folgte Kopecky in Gesellschaft von Fem van Empel, Pfeiffer Georgi, Shirin van Anrooij, Demi Vollering und Léa Curinier, das übrige Feld war abgeschlagen.
Das Finale des Rennens spielte sich bei heftigem Dauerregen ab. Die zweite Gruppe fiel auf dem Kruisberg auseinander, Vollering gelang es, zur ersten Gruppe aufzuschließen. Als sich die Spitzengruppe einen Moment nicht über die Tempoarbeit einigen konnte, wurde sie mit hohem Tempo durch van Anrooij überholt. Diese gewann schnell eine halbe Minute Vorsprung; Swinkels und Pieterse setzten ihr nach. Am Fuß des Oude Kwaremont schloss Kopecky mit anderen Fahrerinnen zur ursprünglichen Spitzengruppe auf. Swinkels und Pieterse wurden bis zum Paterberg von der vergrößerten Gruppe eingeholt.
Auf dem Paterberg betrug van Anrooijs Vorsprung noch 12 Sekunden. Longo Borghini attackierte und schloss zu ihrer Mannschaftskameradin auf, mit Niewiadoma im Schlepptau. Das Trio hielt auf den letzten zehn Kilometern einen Vorsprung von 20 Sekunden vor einer zweiten Gruppe aus Vos, Kopecky, Vollering, Pieterse und Persico. Den Sprint zog van Anrooij für Longo Borghini an, die vor Niewiadoma gewann. Für Longo Borghini war es der zweite Triumph in der Flandern-Rundfahrt nach 2015.
| \| Gesamtwertung \| Gesamtwertung \| Gesamtwertung \| Gesamtwertung \| Gesamtwertung \| \| Fahrerin \| Fahrerin \| Land \| Team \| Zeit \| \| ------------- \| -------------------- \| ------------- \| -------------------------- \| --------------- \| \| 1. \| Elisa Longo Borghini \| Italien \| Lidl-Trek \| 4 h 16 min 04 s \| \| 2. \| Katarzyna Niewiadoma \| Polen \| Canyon-SRAM Racing \| + 0 s \| \| 3. \| Shirin van Anrooij \| Niederlande \| Lidl-Trek \| + 0 s \| \| 4. \| Marianne Vos \| Niederlande \| Team Visma \\| Lease a Bike \| + 9 s \| \| 5. \| Lotte Kopecky \| Belgien \| SD Worx-Protime \| + 9 s \| \| 6. \| Puck Pieterse \| Niederlande \| Fenix-Deceuninck \| + 9 s \| \| 7. \| Silvia Persico \| Italien \| UAE Team ADQ \| + 9 s \| \| 8. \| Demi Vollering \| Niederlande \| SD Worx-Protime \| + 15 s \| \| 9. \| Letizia Paternoster \| Italien \| Liv AlUla Jayco \| + 1 min 40 s \| \| 10. \| Karlijn Swinkels \| Niederlande \| UAE Team ADQ \| + 1 min 40 s \| |                      |             |                            |                 |
| |                      |             |                            |                 |
| Quelle: ProCyclingStats |                      |             |                            |                 |
| Gesamtwertung |                      |             |                            |                 |
| Fahrerin | Fahrerin             | Land        | Team                       | Zeit            |
| 1. | Elisa Longo Borghini | Italien     | Lidl-Trek                  | 4 h 16 min 04 s |
| 2. | Katarzyna Niewiadoma | Polen       | Canyon-SRAM Racing         | + 0 s           |
| 3. | Shirin van Anrooij   | Niederlande | Lidl-Trek                  | + 0 s           |
| 4. | Marianne Vos         | Niederlande | Team Visma \| Lease a Bike | + 9 s           |
| 5. | Lotte Kopecky        | Belgien     | SD Worx-Protime            | + 9 s           |
| 6. | Puck Pieterse        | Niederlande | Fenix-Deceuninck           | + 9 s           |
| 7. | Silvia Persico       | Italien     | UAE Team ADQ               | + 9 s           |
| 8. | Demi Vollering       | Niederlande | SD Worx-Protime            | + 15 s          |
| 9. | Letizia Paternoster  | Italien     | Liv AlUla Jayco            | + 1 min 40 s    |
| 10. | Karlijn Swinkels     | Niederlande | UAE Team ADQ               | + 1 min 40 s    |